# Hudeje
Hudeje je naselje u slovenskoj Općini Trebnju. Hudeje se nalazi u pokrajini Dolenjskoj i statističkoj regiji Jugoistočnoj Sloveniji. 

## Stanovništvo
Prema popisu stanovništva iz 2002. godine naselje je imalo 207 stanovnika.